# Egmontinstituut
Het Egmontinstituut, officieel Egmont – Koninklijk Instituut voor Internationale Betrekkingen, is een onafhankelijke non-profit-denktank in Brussel, gewijd aan interdisciplinair onderzoek. De voornaamste activiteiten van het Egmontinstituut zijn: onderzoek, organiseren van evenementen en training van ambtenaren.
Het Egmontinstituut is geassocieerd met het Belgisch Ministerie van Buitenlandse Zaken, van wie het een substantieel deel van zijn financiering ontvangt. Het Egmontinstituut krijgt verdere ledenbijdragen, financiële steun van de Europese instellingen en van private partners.

## Geschiedenis
In 1947 werd het Koninklijk Instituut voor Internationale Betrekkingen (de oorspronkelijke naam van het Instituut) opgericht door een aantal prominente Belgische politici. Onder hen bevonden zich politieke leiders zoals Paul van Zeeland, voormalig premier van België; prof. Charles de Visscher, lid van het Internationaal Gerechtshof; prof. Fernand Dehousse, lid van de Belgische delegatie voor de Conferentie van San Francisco en prof. Henri Rolin, senator en jurist. In 2006, naar aanleiding van zijn zestigste verjaardag, veranderde het instituut zijn naam in Egmont – Koninklijk Instituut voor Internationale Betrekkingen, verwijzende naar het Egmontpaleis in Brussel, waar een deel van de door het instituut georganiseerde evenementen plaatsvindt.

## Structuur van de organisatie
Het Egmontinstituut wordt geleid door de raad van bestuur. De huidige voorzitter is de Ridder François Xavier de Donnea, Minister van Staat  en voormalig Minister van Defensie. Vicevoorzitter van het Egmontinstituut is , permanente voorzitter van het directiecomité van het Belgisch Ministerie van Buitenlandse Zaken. Andere leden van de raad van bestuur omvatten prominente Belgische politici, ereambassadeurs, hoge ambtenaren en academici. De directeur-generaal is Pol De Witte.

## Activiteiten

### Onderzoek
Beleidsonderzoek is een hoofdactiviteit van het Egmontinstituut. Het onderzoek vindt plaats binnen het kader van drie onderzoeksprogramma's: Europese zaken (gericht op Europese integratie), Europa in de wereld (gericht op de rol van Europa in internationale relaties) en Afrika (met voornamelijk aandacht voor Sub-Sahara en Centraal-Afrika).

### Training
Trainingssessies worden gehouden omtrent het functioneren van de Europese Unie, civiel crisisbeheer, veiligheid en diplomatie. Deze sessies worden vaak georganiseerd in samenwerken met derden, zoals de Belgische federale openbare diensten en de Europese Instellingen.

### Evenementen
Het Egmontinstituut organiseert diverse evenementen, voornamelijk in Brussel, met als doel het aanmoedigen van de dialoog tussen onderzoekers, beleidsmakers, en het maatschappelijk middenveld. Verder dient het Egmontinstituut als forum voor bezoekende staatshoofden of regeringsleiders en ministers, alsook vertegenwoordigers van internationale organisaties.

### Publicaties
Naast diverse rapporten, in verschillende reeksen, publiceert het Egmontinstituut het wetenschappelijke tijdschrift Studia Diplomatica. Het werd opgericht in 1948 als Chronique de politique étrangère, in
1974 kreeg het de huidige titel. Sinds 2006 heeft het de ondertitel The Brussels Journal of International Relations.
Het Egmontinstituut werkt op publicatiegebied samen met het Instituut Clingendael in Nederland: het Egmontinstituut werkt mee aan het tijdschrift van Clingendael, de Internationale Spectator, en omgekeerd werkt Clingendael mee aan Studia Diplomatica.

## Partnerschappen
Het Egmontinstituut neemt deel aan talrijke projecten en netwerken, in samenwerking met andere onderzoekscentra. Het is een leidinggevende partner in het European Strategic Partnerships Observatory en L’Observatoire de l'Afrique.
Het Egmontinstituut is tevens lid van:
- European Security and Defence College (ESDC)
- Euro-Mediterranean Study Commission (EuroMeSCo)
- European Policy Institutes Network (EPIN)
- Think Global – Act European (TGAE)
- Brussels Think Tank Dialogue (BTTD)
- Europe-Africa Policy Research Network (EARN)
- Expertise for Central Africa (E-CA).

Het Egmontinstituut werkt tevens op regelmatige basis samen met het Koninklijk Hoger Instituut voor Defensie.
In 2012 lanceerde het Egmontinstituut samen met het Europees Defensieagentschap (EDA) de doctoraatsprijs in Europese Defensie, Veiligheid en Strategie.

## Impact
Het Egmontinstituut komt voor in verschillende categorieën van de 2013 Global Go To Think Tank Index Report van de Universiteit van Pennsylvania. Het werd gerangschikt als 83ste denktank wereldwijd buiten de VS, als 30ste denktank in West-Europa en als 30ste denktank voor Buitenlands Beleid en Internationale Zaken.